# Arnold Anastazy Byszewski
Arnold Anastazy Byszewski z Drozdowa herbu Jastrzębiec (ur. 1740, zm. w 1800 w Komorzu) – generał lejtnant wojsk koronnych i ostatni adiutant króla Augusta Poniatowskiego; pułkownik przedniej straży wojsk koronnych, podkoniuszy koronny, generał komenderujący w Dywizji Wielkopolskiej w 1792 roku.
Pochodził z biednej rodziny szlacheckiej. Podjął służbę u Józefa Puchały Cywińskiego podczaszego poznańskiego, który po drobnych nieporozumieniach, przekazał go kasztelanowi krakowskiemu, stolnikowi wielkiemu litewskiemu Stanisławowi Augustowi Poniatowskiemu. Stanisław Poniatowski wprędce polubił sprawnego dworzanina. Czerkiesik przystojny, sprawny do korda, uczył pana swojego bić się w kije, jak swawolni studenci bili się w palcaty. Stolnikowi szło o to, żeby w potrzebie umiał zastawić się szablą i grać zucha. Byszewski celował w tej sztuce, nauczył więc dobrze składać się w kordy kijowe swojego pana. Stąd łaska, stąd podarunki, stąd nakoniec przywiązanie wielkie, stąd względy na jego instancye, i zażyłość zupełna pomiędzy panem i sługą (pisownia oryginalna).
Po wyborze na króla Stanisława Augusta zostaje przez niego mianowany pułkownikiem jazdy lekkiej nadwornej i otrzymuje tytuł koniuszego Jego Królewskiej Mości. Brał udział w pościgu za Casanovą. Po zatargu i rękoczynach ze stolnikiem wielkim koronnym Moszyńskim, za które groziła mu surowa kara (nawet kara śmierci), uciekł za granicę. Król rozkazał go pochwycić, odbył się sąd marszałkowski, został skazany i natychmiast ułaskawiony przez monarchę, z zadaniem ośmiesięcznej pokuty. W 1768 został pułkownikiem Jego Królewskiej Mości przedniej straży w korpusie wojska koronnego. Brał udział w wyprawie wojsk pod dowództwem Branickiego przeciwko konfederatom na Ukrainie.
Poślubił hrabinę Katarzynę Skórzewską herbu Ogończyk, córkę hrabiego Pawła Skórzewskiego, konfederata barskiego, senatora, wojewody kaliskiego, generała wojsk koronnych, odznaczonego przez króla Stanisława Augusta Orderem Św. Stanisława oraz Orderem Orła Białego i Eleonory Szczanieckiej herbu Ogończyk, kasztelanki kamieńskiej. Posag panny młodej wyniósł 400 000 złp. Król obdarował go starostwami cekowskim i stropieszyńskim w okolicach Kalisza. Nabył dobra (Strumiec i Strumiecka Wola) w ziemi czerskiej. Został 16 marca 1775 awansowany do stopnia generała-majora, który to stopień nie był amplojowany (według B.S. Lindego, amplojować – umieścić kogoś na funkcji), ale nadawał prawo do szybkiego awansu na generała. Został też 6 sierpnia tegoż roku szefem nowego pułku lekkiej kawaleryi przedniej straży. W 1778 otrzymał Order św. Stanisława a 20 sierpnia 1779 otrzymał od króla chorągiew jazdy i stopień rotmistrza kawaleryi narodowej i pomimo że był on niższy od generalskiego, to od tego czasu przysługiwał mu oficjalnie tytuł Jaśnie Wielmożnego Pana. Począwszy od Sejmu Gadomskiego w 1786 roku, przez trzy kolejne kadencje był posłem z sieradzkiego. W marcu 1787 został mianowany podkoniuszym nadwornym koronnym a niedługo później generałem-lejtnantem. Poseł ziemi warszawskiej na Sejm Czteroletni w 1788 roku. 2 maja 1791 roku podpisał asekurację, w której zobowiązał się do popierania projektu Ustawy Rządowej.
Generał lejtnant Arnold Byszewski był komendantem Dywizji Wielkopolskiej, posłem ziemi warszawskiej na Sejm Wielki. Jego podkomendnymi w dywizji byli generał major Tadeusz Kościuszko i generał Józef Czapski, dowódcy znacznie dzielniejsi od niego odwagą, męstwem, rozumem i doświadczeniem wojennym.
Arnold Byszewski był postacią niezwykle malowniczą. Swoją karierę zaczynał od podczaszego poznańskiego następnie szybko awansował aż do stopnia generała w służbie czynnej. Należał do rady przybocznej króla Stanisława Augusta Poniatowskiego.
W 1792 roku dowodził małym korpusem (około 5000 żołnierzy) wojska na Grochowie pod Warszawą.
Był właścicielem obszernych dóbr pod Warszawą, w skład których wchodziły Okęcie, Załuski, Raków i Rakowiec, obie wsie Opacz i Michałowice. Z tych ostatnich w roku 1789 płacił podatek w wysokości 270 złotych od dochodu, do którego wchodził, oprócz sum policzonych od poszczególnych zasiewów, także profit z młyna, propinacji karczemnej, jakiejś ilości kapłonów czynszowych i jaj czynszowych.
Odznaczony Orderem Orła Białego 15 maja 1790 r.
Generał Arnold Byszewski zmarł na suchoty (gruźlicę) w 1800 we wsi Komorze pod Pyzdrami. Po jego śmierci Michałowice przeszły w drodze spadku na jego dzieci: Antoniego, Jakuba, Mariannę (późniejszą Taczanowską), Petronelę (późniejszą Scipio) i Teklę (późniejszą hrabinę Skarbek). Rodzeństwo zrzekło się swoich części na rzecz Antoniego Byszewskiego. W tych czasach (1827) folwark składał się z 17 domów, w których mieszkało 149 osób.